# Теллурий
Теллурий (от лат. tellus — «Земля», род. п. telluris) — прибор для наглядной демонстрации годового движения Земли вокруг Солнца и суточного вращения Земли вокруг своей оси.
В теллурии меньший шарик, изображающий Землю, движется вокруг большего шара или какого-либо источника света (например, лампы с рефлектором), представляющего Солнце. Кроме того, шарик-Земля вращается вокруг оси, проходящей через его центр и сохраняющей неизменное наклонное направление подобно земной оси. Иногда в теллурии третий, ещё меньший шарик изображает Луну, обращающуюся вокруг Земли.
В наиболее простых теллуриях для обеспечения неизменности направления осей используются подвижные параллелограммы, движение производится «от руки». В сложных моделях система приводится в движение часовым механизмом.
Иногда в конструкции для компенсации близкого расположения источника применяется линза (в частности, линза Френеля), формирующая из расходящегося света от источника параллельный пучок.
Также «теллурием» могут называть механическую модель Солнечной системы.

## См.также
- Планетарий (прибор)